# Microangiopathie thrombotique
Une microangiopathie thrombotique (MAT) est un processus pathologique (-pathie) caractérisé par la présence de thrombus multiples localisés sur les petits (micro) vaisseaux (angio-).  
Un thrombus est un amas de plaquettes qui se sont agrégées entre elles grâce au processus de la coagulation impliquant la fibrine et tous les facteurs de la coagulation. Ces derniers sont des protéines circulant dans le sang qui réagissent entre eux en cascade pour aboutir à cet amas de plaquettes. 

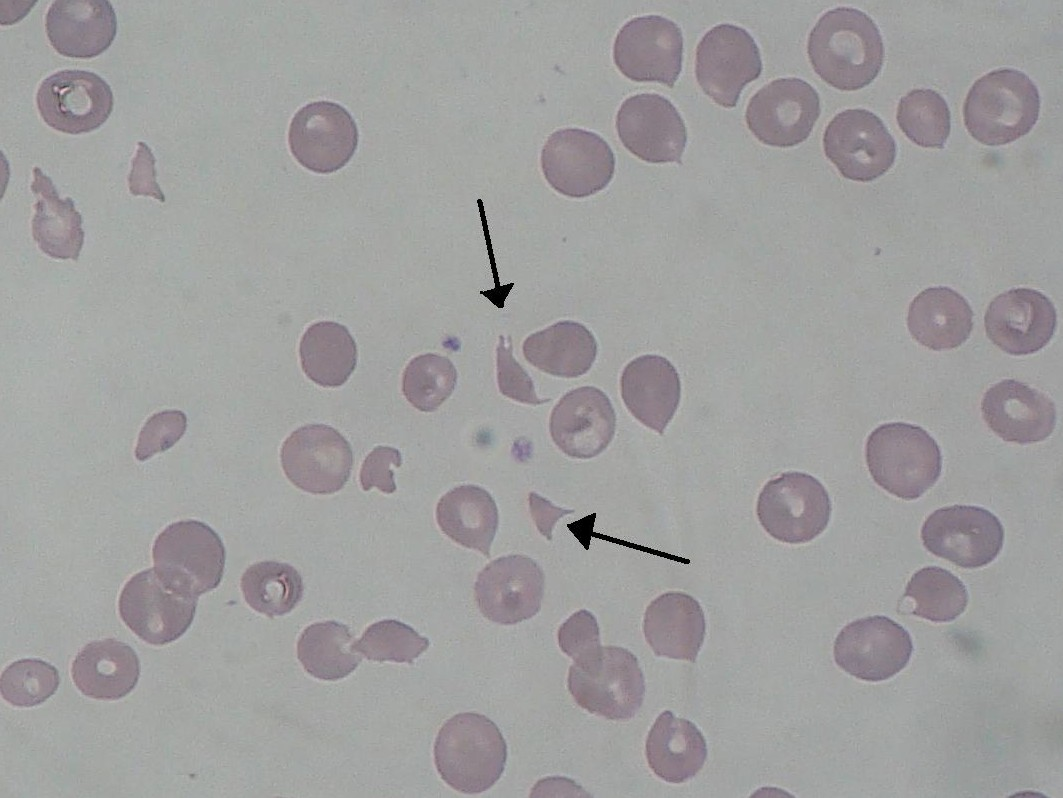
Frottis sanguin montrant des schizocytes chez un patient avec un syndrome hémolytique et urémique, une cause de microangiopathie thrombotique.

Ce thrombus est normalement destiné à colmater une brèche dans un vaisseau sanguin. Dans le cas de cette lésion, sa formation est inadaptée ou exagérée et provoque une angiopathie.
Le diagnostic paraclinique biologique d'une MAT repose sur l'association d'une anémie hémolytique mécanique (baisse de la concentration d'hémoglobine circulante avec haptoglobine effondrée, augmentation des LDH, mise en évidence de schizocytes au frottis sanguin), d'une thrombopénie et de défaillances viscérales (insuffisance rénale, troubles de la conscience, ...).

## Étiologies des microangiopathies thrombotiques
La MAT est l'expression commune à différentes maladies. Une première distinction, à la fois physiopathologique et clinico-biologique, est faite entre le syndrome hémolytique et urémique et le purpura thrombotique thrombocytopénique. En contexte obstétrical, le syndrome HELLP est une cause de MAT.

### Syndrome hémolytique et urémique (SHU)

#### SHU typiques
Le SHU typique est une toxi-infection alimentaire à Escherichia coli productrice de shigatoxines, le souvent de sérotype O157:H7. 

#### SHU atypiques
Les SHU atypiques résultent d'un déficit inné ou acquis de la voie alterne du complément, d'une mutation de la thrombomoduline ou du gène de la diacylglycérol kinase epsilon (DGKE).

#### SHU secondaires
Le SHU peut être secondaire à une prise de médicaments (ciclosporine, tacrolimus, clopidogrel, gemcitabine, mitomycine C, ...), une infection, une connectivite, une hypertension artérielle maligne.
Elle peut être aussi conséquence d'un cancer.

#### SHU métaboliques
Le déficit en cobolamine C est une cause de SHU.

### Purpura thrombotique thrombocytopénique (PTT)
Le purpura thrombotique thrombocytopénique (ou maladie de Moschcowitz) est une MAT ayant pour cause un déficit en ADAMTS13. Ce déficit peut être congénital (syndrome de Upshaw-Shulman) ou acquis, de mécanisme auto-immun.